# Грушуваська сільська рада
Грушува́ська сільська́ ра́да — адміністративно-територіальна одиниця та орган місцевого самоврядування в Барвінківському районі Харківської області. Адміністративний центр — село Грушуваха.

## Загальні відомості
- Грушуваська сільська рада утворена в 1927 році.
- Територія ради: 56,919 км²
- Населення ради: 1 030 осіб (станом на 2001 рік)
- Територією ради протікає канал Дніпро — Донбас.

## Населені пункти
Сільській раді були підпорядковані населені пункти:
- с. Грушуваха
- с. Степок

## Склад ради
Рада складалася з 14 депутатів та голови.
- Голова ради: Маслов Олександр Іванович
- Секретар ради: Кухаренко Вера Миколаївна

### Керівний склад попередніх скликань
| Прізвище, ім'я, по батькові | Основні відомості                                                 | Дата обрання | Дата звільнення |
| --------------------------- | ----------------------------------------------------------------- | ------------ | --------------- |
| Пазюра Микола Семенович     | Сільський голова, 1953 року народження, безпартійний              | 26.03.2006   | 31.10.2010      |
| Маслов Олександр Іванович   | Сільський голова, 1981 року народження, освіта вища, позапартійна | 31.10.2010   |                 |

Примітка: таблиця складена за даними сайту Верховної Ради України

### Депутати
За результатами місцевих виборів 2010 року депутатами ради стали:

#### За суб'єктами висування
| Суб'єкт висування           | Кількість обраних депутатів | %    |
| --------------------------- | --------------------------- | ---- |
| Партія регіонів             | 11                          | 78,6 |
| Самовисування               | 2                           | 14,3 |
| Комуністична партія України | 1                           | 7,1  |

#### За округами
| № округу                    | Прізвище, ім'я, по батькові     | Дата визнання обраним | Освіта             | Партійна приналежність | Відомості про обраного депутата                    |
| --------------------------- | ------------------------------- | --------------------- | ------------------ | ---------------------- | -------------------------------------------------- |
| Комуністична партія України |                                 |                       |                    |                        |                                                    |
| 7                           | Підмогильна Олена Володимирівна | 02.11.2010            | середня спеціальна | позапартійна           | тимчасово не працює                                |
| Партія регіонів             |                                 |                       |                    |                        |                                                    |
| 1                           | Либавка Світлана Анатоліївна    | 02.11.2010            | середня спеціальна | член Партії регіонів   | Грушуваська сільська рада, головний бухгалтер      |
| 2                           | Маслова Наталія Іванівна        | 02.11.2010            | середня спеціальна | член Партії регіонів   | Грушуваська АСМ, молодша медична сестра            |
| 4                           | Садковий Сергій Сергійович      | 02.11.2010            | середня спеціальна | позапартійний          | ТОВ «ВАССТА», оператор                             |
| 5                           | Нестеренко Андрій Миколайович   | 02.11.2010            | середня спеціальна | член Партії регіонів   | тимчасово не працює                                |
| 6                           | Бородавка Світлана Миколаївна   | 02.11.2010            | середня спеціальна | член Партії регіонів   | тимчасово не працює                                |
| 8                           | Кухаренко Віра Миколаївна       | 02.11.2010            | середня спеціальна | член Партії регіонів   | Грушуваська сільська рада, секретар сільської ради |
| 10                          | Мазурова Наталія Леонідівна     | 02.11.2010            | вища               | член Партії регіонів   | тимчасово не працює                                |
| 11                          | Макогон Світлана Миколаївна     | 02.11.2010            | середня спеціальна | член Партії регіонів   | Грушуваська СБ, зав.бібліотеки                     |
| 12                          | Рой Людмила Леонідівна          | 02.11.2010            | середня            | член Партії регіонів   | ТОВ «ВАССТА», оператор                             |
| 13                          | Лунєва Оксана Борисівна         | 02.11.2010            | середня спеціальна | позапартійна           | тимчасово не працює                                |
| 14                          | Лендел Любов Олександрівна      | 02.11.2010            | середня спеціальна | член Партії регіонів   | ФП с. Степок, мед.сестра                           |
| Самовисування               |                                 |                       |                    |                        |                                                    |
| 3                           | Галагань Сергій Іванович        | 02.11.2010            | середня спеціальна | позапартійний          | тимчасово не працює                                |
| 9                           | Бородавка Володимир Васильович  | 02.11.2010            | середня спеціальна | позапартійний          | тимчасово не працює                                |